# Leonarda Dalke
Leonarda Józefa Dalke (ur. 1934, zm. 21 grudnia 2012) – polska agronom, dr hab., prof.

## Życiorys
W 1997 r. uzyskała tytuł profesora nauk rolniczych. Pracowała w Instytucie Hodowli i Aklimatyzacji Roślin - Państwowego Instytutu Badawczego.